# Lype zwicki
Lype zwicki là một loài Trichoptera trong họ Psychomyiidae. Chúng phân bố ở miền Cổ bắc.